# Dutch Open 1937
Die Dutch Open 1937 im Badminton fanden in Den Haag statt.

## Finalergebnisse
| Disziplin    | Sieger                      | Finalist                   | Ergebnis           |
| ------------ | --------------------------- | -------------------------- | ------------------ |
| Herreneinzel | Tom Wingfield               | Sven Strømann              | 17–14, 11–15, 15–6 |
| Dameneinzel  | C. D. Newitt                | J. R. Stewart              | 11–6, 11–7         |
| Herrendoppel | S. C. Minard G. E. A. Tautz | G. Bowditch Tom Wingfield  | 15–10, 15–10       |
| Damendoppel  | L. W. Myers J. R. Stewart   | L. Evans E. Ford           | 15–5, 15–3         |
| Mixed        | S. C. Minard J. R. Stewart  | G. E. A. Tautz L. W. Myers | 15–6, 15–7         |